# ادام کلرمن
ادام کلرمن (انگلیسی: Adam Kellerman؛ زاده ۲۶ ژوئیهٔ ۱۹۹۰) یک تنیس‌باز اهل استرالیا است.